# 禧年 (犹太节日)
禧年（希伯来语：Yovel，יובל ）是7个安息年（shmita）周期的后面一年（第50年），不过另一种观点认为是第49年。根据圣经规则，在以色列王国和犹大王国领土，已经卖掉的土地这时可以得回，而卖身为奴者这时也可以重获自由。英语词汇Jubilee源自于希伯来语yobel （经过拉丁语:Jubilaeus），又转自yobhel，意为ram；宣告禧年是在第49年的赎罪节（7月10日），吹响公绵羊的角（shofar）。在以色列国，许多虔信宗教的犹太人仍然遵守关于安息年的圣经规则，但是禧年的规则已经有许多世纪不再有人遵守。
天主教會受其影響，至今仍有禧年的慶祝。例如：公元2000年為大禧年，或稱千禧年。
2015年9月14日是猶太新年（Rosh HaShanah），也是 5776 年的開始，而這是離我們最近一次的禧年。